# 阿马乌童蛙
阿马乌童蛙（学名：Paedophryne amauensis）是一種生長於新畿內亞的蛙，體長7.7毫米（0.30英寸）。是已知世界上體型最小的脊椎動物物種，以及是南半球最小的蛙類。（雄性棘頭光棒鮟鱇的體長介於6.2到7.3毫米，但它必須寄生在雌鮟鱇身上，而最終轉化成其一鰭）。2009年8月首次被發現，2012年1月被正式描述。

## 發現
此物種于2009年8月由美國路易斯安那州立大學的爬蟲兩棲類學家克里斯多福·奧斯汀和他的博士生埃里克·李特梅葉在考察巴布亞新畿內亞的生物多樣性時發現。發現地靠近中央省一個名為阿馬烏的村落。 這項發現在2012年1月出版的《公共科學圖書館期刊》上公佈。
科研人員很難探测到這種蛙，因為這種蛙已經演化出保護色和超小體型，且高頻的鸣聲聽起來像是蟲鳴，不過奥斯汀和李特梅叶還是在雨林中錄下了夜間的蛙鳴聲。他們運用三角测量法確認不明聲音的來源，在那里抓起一把落葉后發現有小蛙四處跳躍，并將採集到的樣本裝入塑料袋。

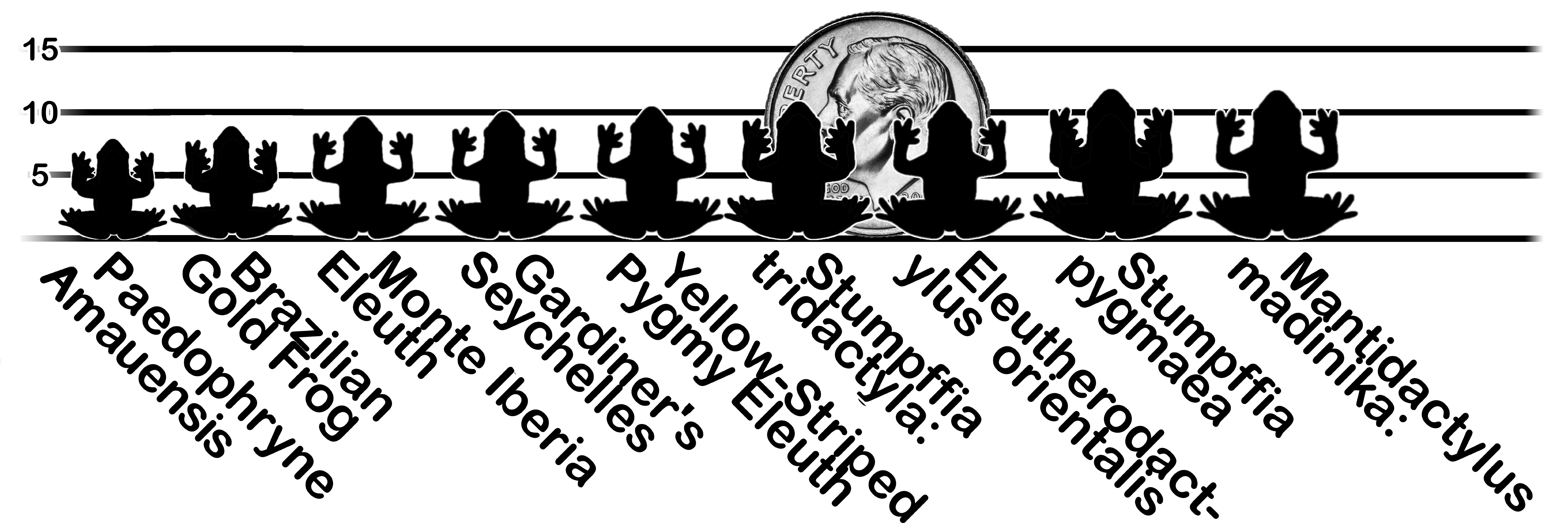
几种世界最小青蛙的大小比较

## 特徵

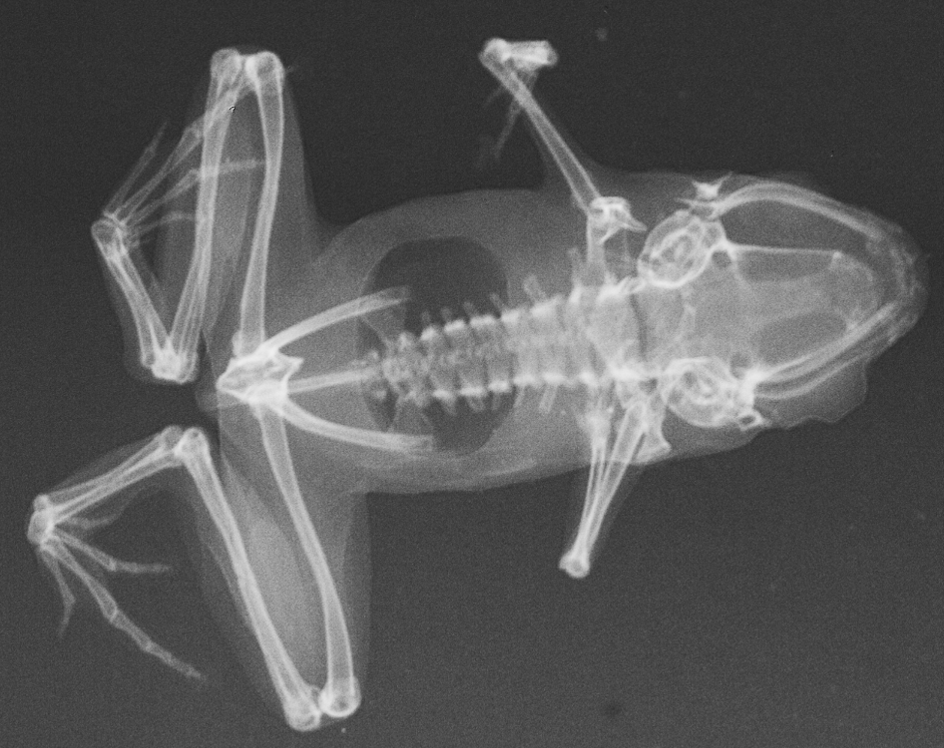
阿馬烏童蛙副模標本的X光影像

阿馬烏童蛙的平均體長僅為7.7毫米，比世界最小脊椎動物的原紀錄保持者、產自印尼蘇門答臘的鯉科動物微鯉的已知最短成体還要小0.2毫米。 背部深棕色，帶不規則棕褐色或鏽棕色疙瘩，腹部及側面呈深棕至石板灰色，帶不規則藍白色斑點。椎骨仅7枚，较绝大多数星蛙亚科物种为少。指与趾部分退化。依比例而言，眼较大，吻较宽而短。
和普通青蛙不同，這種蛙的生命週期並不經歷蝌蚪階段。其成员一出生就是完全成熟的跳跃者，跳躍距離可達到其體長的三十倍。為曙暮性动物，以其它食肉動物難以捕食的小型無脊椎動物（例如蟎類）為食。雄蛙以高達8400–9400赫茲的尖锐鳴聲吸引異性交配。據推測，雌蛙每次只產1至2枚卵，年產卵次數尚不明。

## 生境
與童蛙屬的已知所有物種相似，阿马乌童蛙棲身於熱帶雨林地面的落叶堆中。就其體積而言，它們的皮膚表面積相當大，因此本容易面臨脫水危險。而它們適應了足以維持其水分的雨林底層潮濕環境，一生不需與水體為伴。

## 外部連結
- . Lenta.RU.   [2022-04-28]. （原始内容存档于2022-04-28） （俄语）.
- . The Telegraph. 2020-09-29  [2022-04-28]. ISSN 0307-1235. （原始内容存档于2013-05-01） （英国英语）.
- . washingtonpost.com. 2012-01-12  [2012-01-12]. （原始内容存档于2018-12-14） （英语）.
- . The Australian. 2012-01-12  [2012-01-12]. （原始内容存档于2023-06-03） （英语）.